# A5511T
A5511T（えーごうごういちいちてぃー）は東芝が日本国内向けに開発した、auブランドを展開するKDDIおよび沖縄セルラー電話の携帯電話である。

## 概要
同時期に発売されたW32SAとあわせau初のアナログ地上波テレビチューナー内蔵の携帯電話端末として登場。付属のグリップ付アンテナかアンテナ内蔵ステレオイヤホンを繋ぐことで視聴できた。また、データフォルダに最長で約17分の番組録画も可能だった（外部メモリーには録画できず）。ただし、W32SAのようにFMチューナーまでは搭載されていなかった。

## 沿革
- 2005年（平成17年）6月17日 - 順次発売。
- 2005年12月 - 販売終了。
- 2011年（平成23年）7月24日 - 地上アナログ放送の停波によりテレビチューナーが利用不可となった[2]。
- 2012年（平成24年）7月22日 - L800MHz帯（旧800MHz帯・CDMA Bandclass 3）による音声通話・データ通信の各サービスの停波に伴い、当端末は利用不可能となった。

## 機能
- カメラ
  - 6.6倍デジタルズーム（フォト時）、モバイルライト、9連写
- アドレス帳（500件登録可能。1件につき電話2、メール2）
- 辞スパ（国語・英和・和英）※miniSD装着時のみ対応
- QRコード
- ボイスレコーダー
- EZ着うた
- 着Flash
- 着ムービー
- EZアプリ

## 対応サービス
- EZムービー
- EZナビウォーク
- ezweb